# Spanische Mannschaftsmeisterschaft im Schach 1991
Die spanische Mannschaftsmeisterschaft im Schach 1991 war die 35. Austragung dieses Wettbewerbes und wurde mit 26 Mannschaften ausgetragen. Meister wurde UGA Barcelona, während sich der Titelverteidiger CA La Caja de Canarias mit dem fünften Platz begnügen musste.

## Modus
Die 26 teilnehmenden Mannschaften spielten acht Runden im Schweizer System, die ersten fünf qualifizierten sich direkt für die Endrunde der spanischen Mannschaftsmeisterschaft 1992. Gespielt wurde an vier Brettern, über die Platzierung entschied die Anzahl der Brettpunkte (ein Punkt für einen Sieg, ein halber Punkt für ein Remis, kein Punkt für eine Niederlage), anschließend die Buchholz-Wertung (Summe der von den Gegnern erreichten Brettpunkte).

## Termine und Spielort
Das Turnier wurde in Linares ausgetragen.

## Abschlusstabelle
| Pl. | Verein                      | Sp | Brett-P.  |
| --- | --------------------------- | -- | --------- |
| 01. | UGA Barcelona               | 8  | 22,5:9,5  |
| 02. | CE Vulcà Barcelona          | 8  | 20,5:11,5 |
| 03. | CCA Caja Insular Santa Cruz | 8  | 20,0:12,0 |
| 04. | Centro Goya Las Palmas      | 8  | 19,0:13,0 |
| 05. | CA La Caja de Canarias (M)  | 8  | 19,0:13,0 |
| 06. | Foment                      | 8  | 18,0:14,0 |
| 07. | CA Endesa Ponferrada        | 8  | 18,0:14,0 |
| 08. | CA Centelles                | 8  | 18,0:14,0 |
| 09. | CAC Labradores Sevilla      | 8  | 18,0:14,0 |
| 10. | CA Escuela Técnica Vigo     | 8  | 18,0:14,0 |
| 11. | RC Regatas Santander        | 8  | 17,5:14,5 |
| 12. | Hondarribia-Marlaxka XE     | 8  | 16,5:15,5 |
| 13. | C.A. Linares                | 8  | 16,5:15,5 |
| 14. | S. Francisco                | 8  | 15,5:16,5 |
| 15. | Club Ajedrez 64             | 8  | 15,5:16,5 |
| 16. | Ateneo                      | 8  | 15,0:17,0 |
| 17. | S. Margarita                | 8  | 15,0:17,0 |
| 18. | CA Telefónica Toledo        | 8  | 14,5:17,5 |
| 19. | Marmedi                     | 8  | 14,0:18,0 |
| 20. | Stadium Casablanca Zaragosa | 8  | 14,0:18,0 |
| 21. | C. Siero                    | 8  | 14,0:18,0 |
| 22. | C. Lasker                   | 8  | 14,0:18,0 |
| 23. | CA Bolas de Plata Ceuta     | 8  | 12,5:19,5 |
| 24. | Oberena                     | 8  | 12,0:20,0 |
| 25. | Castulo                     | 8  | 10,5:21,5 |
| 26. | S.M. Gracia                 | 8  | 8,0:24,0  |

### Entscheidungen
|     | spanischer Mannschaftsmeister: UGA Barcelona |
|     | qualifiziert für die Endrunde der spanischen Mannschaftsmeisterschaft 1992: UGA Barcelona, CE Vulcà Barcelona, CCA Caja Insular Santa Cruz, Centro Goya Las Palmas, CA La Caja de Canarias |
| (M) | Titelverteidiger |

## Die Meistermannschaft
| 1.            | UGA Barcelona |
| Schachfiguren | Miguel Illescas Córdoba, Jordi Magem Badals, Jesús María de la Villa García, Francisco Javier Ochoa de Echagüen, Alejandro Bofill Mas. |